# 祝殿修
祝殿修（1927年2月—2020年1月30日），山东平邑县人，中华人民共和国政治人物。

## 生平
1944年4月，参加活动。1945年7月，加入中国共产党，历任鲁南军区费南县军工厂工人，渤海支前司令部政治处干事，安徽造纸厂厂长、芜湖东方纸板厂厂长、芜湖林综厂党委书记。后担任芜湖供电局党委书记。1984年2月至1985年4月，担任安徽维尼纶厂（现皖维集团）党委书记，后担任安徽省丝绸公司顾问。1993年6月离休。2020年1月28日，在合肥逝世，享年93岁。